# Astrachański Państwowy Uniwersytet Medyczny
Astrachański Państwowy Uniwersytet Medyczny (ros. Астраханский государственный медицинский университет – rosyjska uczelnia państwowa w Astrachaniu.
Uczelnia prowadzi studia na kierunkach nauk medycznych wszystkich stopni, w tym doktoranckie.